# Hundertwasserentscheidung
Die Hundertwasserentscheidung ist eine Entscheidung des deutschen Bundesgerichtshofs (BGH) vom 5. Juni 2003 (Aktenzeichen: I ZR 192/00) zum Umfang der so genannten Panoramafreiheit im Urheberrecht. Die Bezeichnung verweist auf das Motiv der streitgegenständlichen Fotografie – das Hundertwasser-Krawina-Haus in Wien. Das Urteil ist abzugrenzen von einer ganzen Reihe von Entscheidungen des österreichischen Obersten Gerichtshofs, die ebenso unter der Kurzbezeichnung Hundertwasserhaus firmieren und vielfältige Rechtsfragen um den Gebäudekomplex zum Gegenstand haben.

## Sachverhalt
Gegenstand des Rechtsstreits waren Kunstdrucke, die ursprünglich von einem Unternehmen in Österreich gefertigt wurden und die der beklagte Handelskonzern Metro für 199 DM in Deutschland anbot. Sie zeigten das Hundertwasser-Krawina-Haus, eine von Friedensreich Hundertwasser (mit)gestaltete Wohnanlage in Wien. Der Druck basierte auf einem Foto, das ohne Einwilligung Hundertwassers aus einer Privatwohnung im oberen Stockwerk eines gegenüberliegenden Hauses aufgenommen worden war.
Hundertwasser – und nach seinem Tod im Jahr 2000 die Hundertwasser-Stiftung als seine Erbin – machte (unter anderem) geltend, die Beklagte verletze damit sein Urheberrecht. Die Voraussetzungen der Panoramafreiheit (§ 59 Urheberrechtsgesetz [UrhG]) lägen nicht vor, weshalb die Fotografie der Wohnanlage nicht ohne seine Einwilligung verwertet werden dürfe. Außerdem habe er selbst schon seit geraumer Zeit eine Postkarte vertrieben, die das Haus aus ganz ähnlicher Perspektive zeige. Bei den Fotos der Beklagten handele es sich daher auch um unzulässige Kopien hiervon. Er nahm die Beklagte wegen der unzulässigen Vervielfältigung und Verbreitung des Fotos auf Unterlassung und Schadensersatz in Anspruch.

## Verfahrensgang bis zum Bundesgerichtshof
Das Landgericht München I entschied 1999 erstinstanzlich zugunsten Hundertwassers. Der Blick aus einer Privatwohnung sei keine durch die Panoramafreiheit privilegierte Perspektive, sodass die Beklagte das Gebäude nicht ohne Gestattung durch Hundertwasser hätte vervielfältigen dürfen. Auf die dagegen gerichtete Berufung hob das Oberlandesgericht München im Jahr 2000 die landgerichtliche Entscheidung auf. Weil sich das Hundertwasser-Krawina-Haus mit seiner Fassade an einer öffentlichen Straße befinde, könne sich die Beklagte auch auf die Panoramafreiheit berufen. Es sei nicht erheblich, dass der Aufnahmestandort kein öffentlicher Ort war; die Panoramafreiheit erlaube die Darstellung solcher Gebäude aus allen Perspektiven, nicht nur von der Straße aus. Außerdem liege keine unfreie Bearbeitung der klägerischen Fotografie vor, weil das Gebäude „einfach so aus[sieht]“, wie es auf der Fotografie wiedergegeben werde, sodass eine Bearbeitung gedanklich ausscheide. Nach Ansicht des Oberlandesgerichts war die Verwertung (Vervielfältigung und Verbreitung) durch die Beklagte also zulässig.

## Entscheidung des Bundesgerichtshofs
In der Revision bestätigte der Bundesgerichtshof mit Urteil vom 5. Juni 2003 zunächst die Annahme der Vorinstanz, dass dem Kläger in Deutschland als Angehörigem eines Mitgliedstaats der Europäischen Union Urheberrechtsschutz an seinen Werken zukommt (§ 120 Abs. 2 Nr. 2 in Verbindung mit Abs. 1 UrhG) und das Hundertwasser-Krawina-Haus als Werk der Baukunst Werkschutz genießt. (Ob Schutz besteht und ob bzw. welche urheberrechtlichen Schrankenregelungen anwendbar sind, bestimmt sich im Urheberrecht gemäß dem sog. Schutzlandprinzip – lex loci protectionis – nach dem Recht des Landes, in dem der Schutz begehrt wird. Im Streitfall war dies Deutschland. Dass das Haus in Wien befindlich ist, machte also nicht etwa die Anwendung österreichischen Rechts erforderlich.)
Anders als das Oberlandesgericht sah der Bundesgerichtshof die Voraussetzungen der Panoramafreiheit bei der streitbefangenen Fotografie jedoch als nicht erfüllt an. Nach Ansicht des Bundesgerichtshofs sind durch die Panoramafreiheit nämlich
„nur Aufnahmen und Darstellungen des geschützten Werkes privilegiert, die den Blick von der öffentlichen Straße oder dem öffentlichen Platz aus wiedergeben […] Ist ein Bauwerk für die Allgemeinheit lediglich aus einer bestimmten Perspektive zu sehen, besteht nach dem Sinn der gesetzlichen Regelung keine Notwendigkeit, eine Darstellung oder Aufnahme vom urheberrechtlichen Ausschließlichkeitsrecht auszunehmen, die eine ganz andere Perspektive wählt […]“
Weil noch weitere Einwände der Beklagten im Raum standen, die durch die Tatsacheninstanz noch zu klären waren, konnte der Bundesgerichtshof die Rechtssache nicht abschließend entscheiden, sodass er an das Berufungsgericht zurückverwies.

## Fortgang
Das Oberlandesgericht München war daraufhin ein zweites Mal mit der Sache befasst. Nachdem höchstrichterlich entschieden worden war, dass die Panoramafreiheit nicht greifen würde, blieb zu klären, welche Ansprüche der Klägerin zustanden. Weil die Drucke ursprünglich in Österreich vertrieben wurden, wandte die Beklagte ein, das Verbreitungsrecht habe sich damit – gemeinschaftsweit – erschöpft und könne somit auch in Deutschland gar nicht mehr in Anspruch genommen werden. Erschöpfung tritt ein, sobald ein Werk erstmals mit Zustimmung des Berechtigten im Gebiet der Europäischen Union in Verkehr gebracht wird, § 17 Abs. 2 UrhG.
Das Oberlandesgericht stellte hierzu zunächst fest, dass die gegenständliche Aufnahme nach österreichischem Recht unter die Panoramafreiheit (§ 54 Z 5 öUrhG) falle, sodass für die ursprüngliche Verbreitung der Kunstdrucke in Österreich eine Gestattung durch Hundertwasser nicht erforderlich war. In diesem Fall, so das Oberlandesgericht, fehle es dann aber an der für die Erschöpfung erforderlichen Zustimmung des Berechtigten zum Inverkehrbringen. Das Verbreitungsrecht habe sich folglich nicht erschöpft. Das Gericht billigte daher einen Anspruch auf Unterlassung des Vertriebs der Kunstdrucke zu. Dabei ließ es die Revision gegen das Urteil zum Bundesgerichtshof wegen grundsätzlicher Bedeutung der Rechtssache zu. Es bestehe nämlich die Problematik, dass der Vertrieb der Drucke nunmehr in Österreich zulässig, in Deutschland jedoch unzulässig ist, worin eine Beeinträchtigung des freien Warenverkehrs und ein Wertungswiderspruch zur europäischen Harmonisierung des Urheberrechts liege. Dies rechtfertige möglicherweise eine andere Beurteilung.
Es wurde keine Revision eingelegt.